# Otto Höfler
Otto Eduard Gotfried Ernst Höfler (Viena, 10 de mayo de 1901-ibidem, 25 de agosto de 1987) fue un filólogo y medievalista austríaco especializado en filología germánica. Fue profesor de lengua y literatura alemanas en la Universidad de Viena, y amigo de Georges Dumézil y Stig Wikander con los que trabajó en varios estudios sobre la sociedad protoindoeuropea.

## Biografía
Provenía de una familia de clase media alta, su madre, Auguste Dornhöfer, era de Bayreuth; su padre, Alois, era profesor de filosofía y educación en la Universidad de Viena. Su hermano mayor Karl Höfler (1893-1973) fue botánico y fisiólogo vegetal y profesor en Viena; su hermano menor Wolfgang (1905-1984), químico. 

## Estudios
Höfler comenzó a estudiar estudios alemanes y escandinavos en Viena en 1921. Allí fue alumno de Rudolf Much. En 1921 se convirtió en miembro de la  Wiener akademischen Verein der Germanisten (Asociación Académica de Germanistas Vienesa), antisemita y con afán völkisch  y en 1922 en miembro de la "Ordnertruppe O.T.", precursora de las SA.
Continuó sus estudios en las universidades de Lund, Basilea con Andreas Heusler, y Kiel, y tras doctorarse con su tesis "Estudios de palabras de préstamos en nórdico antiguo" en 1926, trabajó desde 1928 hasta el semestre de invierno de 1933/1934 como profesor de alemán en la Universidad de Uppsala.
Simpatizante del nacionalsocialismo, en 1935, Höfler fue nombrado profesor de antigüedad y filología germánicas en la Universidad de Kiel, y junto a Gerhard Fricke y Clemens Lugowski, estos germanistas de Kiel se contaban entre los "propagandistas y especuladores" del nacionalsocialismo. Eran representantes de “nuevos” estudios alemanes “que buscaban huellas en los vestigios lingüísticos y folclóricos que atestiguaran el" espíritu alemán "o la" esencia alemana ", los nuevos conceptos rectores de la época”.
Al igual que Jan de Vries, Höfler se convirtió en miembro de la Ahnenerbe y desde 1936 fue miembro del Consejo Asesor del Instituto Reich para la Historia de la Nueva Alemania (Reichsinstitut für Geschichte des neuen Deutschlands) y entró en el Partido Nacionalsocialista Obrero Alemán en 1937.
Bajo la presión directiva de las SS, Höfler recibió una cátedra de estudios alemanes, folclore alemán y estudios nórdicos en la Universidad de Múnich en 1938 hasta 1945 cuando lo expulsaron y se le prohibió enseñar. 
En 1954, fue nombrado profesor adjunto de filología nórdica y anigüedad germánica en la Universidad de Múnich, y en 1957 y hasta su jubilación en 1971 fue profesor de lengua y literatura germana en la Universidad de Viena.